# Ipponico Ammone
Ipponico Ammone (in greco antico: Ἱππόνικος?; Atene, V secolo a.C. – Atene, V secolo a.C.) è stato un imprenditore ateniese  attivo nelle miniere del Laurio nel V secolo a.C..

## Biografia
Era figlio di Callia I. Secondo Ateneo di Naucrati, che lo chiamava Ipponico Ammone, conosceva a Eretria, città dell'Eubea, un uomo chiamato Diomnesto, che era tesoriere dello stratega. Quando scoppiò la prima invasione dei persiani, che ebbe inizio con un attacco nell'Eubea, Diomnesto nascose un tesoro nella sua casa; quando tutti furono morti, si ritrovò la piena proprietà del denaro. Quando ci fu una nuova spedizione persiana contro Eretria, la famiglia di Diomnesto affidò la fortuna ad Ipponico Ammone, figlio di Callia, inviandola presso la sua casa di Atene affinché la custodisse. Quando i persiani esiliarono tutti gli abitanti di Eretria, Ipponico e Callia divennero i custodi di una grossa fortuna.
A causa delle dimensioni de tesoro ereditato, Ipponico II, nipote di Ipponico Ammone, invitò gli ateniesi a costruire sull'Acropoli un luogo sicuro dove poter conservare il denaro, perché non era sicuro di lasciare questa fortuna in una casa privata.  Callia, figlio del secondo Ipponico, sperperò la fortuna fra i piaceri e attorniato da adulatori, fino al punto di dover vivere soddisfacendo appena le necessità minime.